# Berenice (povestire)
„Berenice” este o povestire de groază a scriitorului american Edgar Allan Poe, care a fost publicată pentru prima dată în martie 1835 în revista Southern Literary Messenger. Povestirea se referă la un bărbat pe nume Egaeus care se pregătește să se căsătorească cu verișoara sa Berenice. El are tendința de a cădea în perioade de concentrare intensă în care pare să se separe de lumea exterioară. Starea de sănătate a Berenicei începe să se deterioreze ca urmare a unei boli nenumite până ce singurele părți fizice ale ei care rămân sănătoase sunt dinții; frumusețea acestora începe să-l obsedeze pe Egaeus. Berenice este îngropată, iar în aceeași noapte Egaeus se trezește dintr-o perioadă de concentrare cu o senzație neliniștită și cu un sunet de țipete în urechi. Un slujitor îl anunță că mormântul Berenicei a fost profanat și că ea este încă în viață; Egaeus observă în camera sa o lopată, un poem despre „vizitarea mormântul iubitei” și o cutie care conținea 32 de dinți albi pătați de sânge.
Cititorii contemporani au fost îngroziți de violența povestirii și s-au plâns editorului periodicului Messenger. Deși Poe a publicat mai târziu o versiune auto-cenzurată a operei el a crezut că ar trebui să fie judecat doar în funcție de cât de multe exemplare au fost vândute.

## Rezumat
Naratorul Egaeus este un tânăr studios care trăiește într-un conac mare și sumbru, împreună cu verișoara sa Berenice. El suferă de un tip de tulburare obsesivă, o monomanie caracterizată prin fixația făcută către anumite obiecte. Verișoara sa era inițial frumoasă, dar începe să sufere de pe urma unei boli degenerative nespecificate, cu perioade de cădere într-o transă cataleptică. Cu toate acestea, cei doi urmează să se căsătorească.
Într-o după-amiază, pe când citea absorbit în bibliotecă, Egaeus o observă pe Berenice uitându-se la el. Când ea îi zâmbește, el devine obsedat de dinții ei albi și frumoși. Obsesia sa devine tot mai puternică și timp de câteva zile el alternează momentele în care este conștient cu momente în care pierde controlul realității, gândindu-se mereu la dinții ei. Bărbatul își imaginează că ține dinții în mână și că îi întoarce pe toate părțile pentru a-i examina. La un moment dat un servitor îl anunță că Berenice a murit și va fi îngropată. În următorul moment când devine conștient, el descoperă pe masă, cu o groază inexplicabilă, o lampă și o cutie mică. Un alt slujitor intră în încăpere, anunțându-l că mormântul a fost profanat și că a fost găsit un trup desfigurat învelit în giulgiu, încă în viață. Egaeus observă atunci că hainele sale sunt îmbibate cu noroi și sânge și deschide cutia de pe masă în care găsește instrumente stomatologice și treizeci și doi de dinți mici și albi ca fildeșul - dinții Berenicei.
Epigraful latinesc „Dicebant mihi sodales si sepulchrum amicae visitarem, curas meas aliquantulum fore levatas”, plasat la începutul povestirii, poate fi tradus astfel: „Îmi spuneau tovarășii de chefuri că de m-aș duce la mormântul iubitei, chinurile mele ar fi ușurate întrucâtva”. Acest citat este observat de Egaeus către finalul povestirii într-o carte deschisă.

## Istoricul publicării și răspuns critic
„Berenice” a fost publicată pentru prima dată în martie 1835 în periodicul relativ binevoitor Southern Literary Messenger. Mulți cititori au fost șocați de violența din „Berenice” și s-au plâns editorului Thomas W. White, ducând la publicarea în cele din urmă în 1840 a unei versiuni modificate a povestirii. Cele patru paragrafe eliminate descriau o scenă în care Egaeus o vede pe Berenice înainte de înmormântarea ei și observă că ea este încă în viață pentru că-și mișca un deget și-i zâmbea.
Poe nu a fost de acord cu plângerile cititorilor. La o lună după ce „Berenice” a fost publicată, i-a scris lui White spunând că multe reviste și-au dobândit faima grație publicării unor povestiri asemănătoare. Indiferent dacă era vorba de prost gust sau nu, el a spus că scopul lui a fost să fie apreciat și „ca să fii apreciat trebuie să fii citit”. El a admis: „Sunt de acord că se apropie mult de pragul prost gustului – dar nu voi mai păcătui atât de flagrant din nou”. Chiar și așa, Poe a subliniat că povestirea nu ar trebui să fie judecată în funcție de gustul publicului cititor.
Prima traducere în limba română a fost realizată de Pompiliu Păltănea și publicată sub titlul „Verișoara Bérénice” în revista Noua Revistă Română, vol. VIII, nr. 17, 5 septembrie 1910. Povestirea a fost tradusă apoi de Ion Vinea și publicată sub titlul „Berenice” în vol. Scrieri alese (vol. I), editat în 1963 de Editura pentru Literatură Universală din București, fiind reeditată și de alte edituri. O altă traducere a fost realizată de Liviu Cotrău și publicată în volumul Masca Morții Roșii: schițe, nuvele, povestiri (1831-1842), editat în 2012 de Editura Polirom din Iași.

## Analiză
În „Berenice”, Poe a urmat tradițiile populare ale ficțiunii gotice, un gen apreciat de cititorii americani și britanici timp de mai multe decenii. Cu toate acestea, povestirile gotice ale lui Poe sunt mai sofisticate, transmițând teroare prin intermediul imaginilor mai realiste. „Berenice” este una dintre cele mai violente povestiri ale lui Poe. În timp ce naratorul se uită la cutia despre care știe în subconștient că conține dinții verișoarei sale, el se întreabă: „De ce ... mi s-a zburlit părul în cap și sângele mi-a înghețat în vene?”. Poe nu include de fapt scena în care dinții sunt scoși. Cititorul știe, de asemenea, că Egaeus era într-o stare de transă în acel timp, fiind incapabil să înțeleagă faptul evident că verișoara sa era încă în viață atunci când a comis îngrozitoarea faptă. În plus, povestirea subliniază că toți cei 32 de dinți au fost scoși.
Tema principală este legată de întrebarea pe care și-o pune Egaeus: „Cum se face că din atâta frumusețe am scos o pildă de ceea ce e urât?”. Poe folosește, de asemenea, pentru prima dată un personaj suferind de monomanie, un obicei pe care îl va folosi ulterior de mai multe ori.
Dinții sunt folosiți în mod simbolic în mai multe dintre povestirile lui Poe pentru a simboliza mortalitatea. Alte utilizări includ dinții „sepulcrali și dezgustători” ai calului din „Metzengerstein”, buze zbătându-se deasupra dinților omului hipnotizat în „Faptele în cazul domnului Valdemar” și sunetul dinților scrâșniți în „Hopa-Hop”.
Egaeus și Berenice sunt personaje reprezentative. Egaeus, literalmente născut în bibliotecă, reprezintă intelectualismul. El este un om liniștit și singuratic a cărui obsesie o reprezintă interesul pentru gândire și studiul. Berenice este un personaj mult mai fizic, descrisă ca „zburdând fără de grijă prin viață” și „sprintenă, grațioasă, clocotind de energie”. Ea este, totuși, o femeie asuprită, nespunând nici un cuvânt pe tot parcursul povestirii. Singurul ei scop, ca în cazul multor personaje feminine ale lui Poe, este acela de a fi frumoasă și de a muri. Egaeus își pierde interesul față de Berenice atunci când a se îmbolnăvește; ea devine un obiect de analiză și nu de admirație. El o dezumanizează pe parcursul povestirii.
Este posibil ca Poe să fi fi folosit numele celor două personaje pentru a reaminti convențiile tragediei antice grecești. Numele Berenice (care înseamnă „aducătoare de victorie”) provine dintr-o poezie a lui Callimachus. În acel poem, Berenice îi promite Afroditei că-i va da părul ei dacă i se va întoarce soțul teafăr de la război. Egaeus ar putea proveni de la Egeu, un rege legendar al Atenei care s-a sinucis atunci când a crezut că fiul său Tezeu a murit încercând să-l omoare pe Minotaur.
Paragrafele finale ale povestirii sunt prelungite intenționat prin folosirea unei serii de conjuncții. Ritmul ca și sunetele produse de consoanele puternic accentuate și de vocalele lungi contribuie la unificarea efectului.
De altfel, aceasta este una dintre puținele povestiri ale lui Poe în care naratorul este numit.

### Teme majore
În această povestire sunt găsite mai multe teme care se repetă adesea în scrierile lui Poe:
- Moartea unei femei frumoase (vezi și: „Ligeia”,  „Morella”, „Portretul oval”, „The Philosophy of Composition”)
- Îngroparea de viu (vezi și: „Balerca de Amontillado”, „Prăbușirea Casei Usher”, „Îngropat de viu” - îngroparea de viu este menționată pe scurt și în „How To Write A Blackwood Article” ca o posibilă sursă de inspirație pentru Signora Psyche Zenobia)
- Boala mentală (vezi și: „Prăbușirea Casei Usher”, „Inima care-și spune taina”, „Sistemul doctorului Catran și al profesorului Pană”)
- Catalepsia (vezi și: „Pisica neagră”, „Prăbușirea Casei Usher”)

## Adaptări
Regizorul Eric Rohmer a produs și regizat după povestirea „Berenice” un scurtmetraj intitulat Bérénice (1954), filmat de Jacques Rivette pe peliculă alb-negru de 16mm.
CBS Radio Mystery Theater a prezentat o versiune adaptată a povestirii pentru piesa radiofonică „Berenice” într-un episod din 9 ianuarie 1975. El a fost adaptat de George Lowther și regizat de Himan Brown, iar rolurile principale erau interpretate de Michael Tolan, Norman Rose, Joan Lovejoy și Roberta Maxwell.
Lectura povestirii „Berenice” de către Vincent Price a fost inclusă pe albumul audio The Imp of the Perverse and Other Tales (1975) (Caedmon Records TC—1450). Pe același LP se mai află și lecturi realizate de Price ale povestirilor „Morella” și „Demonul perversității”. Toate cele trei povestiri ale lui Poe au fost relansate în 2000 pe setul de 5 CD-uri The Edgar Allan Poe Audio Collection înregistrat de compania Harper Collins.
Jocul video The Dark Eye (1995) conținea reconstituiri video ale unor povestiri scrise de Poe. Una dintre ele se inspira din „Berenice” și îi permitea jucătorului să experimenteze povestea dintr-un punct de vedere alternativ atât al lui Egaeus, cât și al Berenicei.
Un film cu buget redus a fost lansat în 2004 pe casetă video.